# 주이란 대한민국 대사관
주 이란 대한민국 대사관은 1967년 이란 테헤란에 개설된 대한민국 외교부 소속의 대사관이다.

## 역대 공관장
| 대수           | 성명            | 임명        |
| -------------- | --------------- | ----------- |
| 제1대 대사     | 노석찬(盧錫瓚)  | 1967년 4월  |
| 제2대 대사     | 김종규(金種圭)  | 1971년 3월  |
| 제3대 대사     | 현시학(玄時學)  | 1974년 5월  |
| 제4대 대사     | 김동휘(金東輝)  | 1978년 8월  |
| 제5대 대사     | 이창희(李昌熙)  | 1980년 6월  |
| 제6대 대사     | 심기철(沈基哲)  | 1980년 12월 |
| 제7대 대사대리 | 민형기(姜勝求)  | 1985년 6월  |
| 제8대 대사대리 | 오정일(吳正一)  | 1988년 3월  |
| 제9대 대사     | 정경일(鄭慶逸)  | 1989년 6월  |
| 제10대 대사    | 이상열(李相悅)  | 1992년 4월  |
| 제11대 대사    | 신성오(辛成梧)  | 1994년 2월  |
| 제12대 대사    | 김재규(金在珪)  | 1996년 3월  |
| 제13대 대사    | 신장범(愼長範)  | 1998년 5월  |
| 제14대 대사    | 이상철(李相哲)  | 2001년 2월  |
| 제15대 대사    | 백기문(白基文)  | 2003년 9월  |
| 제16대 대사    | 임홍재(任洪宰)  | 2005년 9월  |
| 제17대 대사    | 김영목(金永穆)  | 2007년 10월 |
| 제18대 대사    | 박재현(朴宰鉉)  | 2010년 8월  |
| 제19대 대사    | 송웅엽(宋雄燁)  | 2012년 9월  |
| 제20대 대사    | 김승호(金昇鎬)  | 2015년 10월 |
| 제21대 대사    | 유정현(柳靜鉉)  | 2018년 5월  |
| 제22대 대사    | 윤강현          | 2021년 6월  |
| 제23대 대사    | 김준표 (金埈標) | 2024년 1월  |

## 같이 보기
- 대한민국-이란 관계
- 주한 이란 대사관
- 대한민국의 재외공관 목록
- 이란 주재 외국공관 목록